# Jan Terje Faarlund
Jan Terje Faarlund (3 de mayo de 1943) es un lingüista noruego y profesor emérito de lenguas nórdicas en la Universidad de Oslo.

## Carrera
Faarlund Nació en Østre Toten. Su carrera académica empezó con la tesis de maestría titulada Preposisjonsuttrykkenes syntaks i moderne norsk (Sintaxis de la frase preposicional en noruego moderno, 1974) y también ha hecho trabajo sustancial en temas gramaticales del noruego. Uno de sus trabajos más extensos es la coautoría de la Norsk referansegrammatikk (Gramática de referencia noruega, 1997).
Faarlund trabajó anteriormente como profesor en la Universidad Noruega de Ciencia y Tecnología. Después de dos matrimonios anteriores, se casó con la antropóloga social Marianne Gullestad (1946–2008).

## Membresías y honores
Se incorporó como miembro de la Real Sociedad Noruega de Ciencias y Letras en 1983 y como miembro de la Academia Noruega de Ciencia y Letras en 1996. También ha sido miembro del Sociedad Filológica de Londres desde 1977.
En 2013 la Real Academia Sueca de Letras, Historia y Antigüedades le otorgó el Premio Gad Rausing por Investigación Sobresaliente en Humanidades.

## Obras selectas
- Syntactic Change. Towards a Theory of Historical Syntax (1990)
- (con Svein Lie y Kjell Ivar Vannebo) Norsk referansegrammatikk (Gramática de referencia noruega, 1997)
- Grammatical Relations in Change (2001)
- The Syntax of Old Norse (2004)
- Revolusjon i lingvistikken: Noam Chomskys språkteori (Revolución en lingüística: La teoría del lenguaje de Noam Chomsky, 2005)
- "Parameterization and Change in Non-Finite Complementation" (2007)
- English: The Language of the Vikings (con Joseph Embley Emonds), Olomouc Modern Language Monographs (2014)